# Kunkeliella retamoides
Kunkeliella retamoides är en sandelträdsväxtart som beskrevs av A. Santos Guerra. Kunkeliella retamoides ingår i släktet Kunkeliella och familjen sandelträdsväxter. Inga underarter finns listade i Catalogue of Life.